# ナーセル・アル＝ジョーハル
ナーセル・アル＝ジョーハル（Nasser Hamad Al-Johar、1946年1月6日 - ）は、サウジアラビアの元サッカー選手、指導者。

## 来歴
複数回にわたってサウジアラビア代表を務めた。2002 FIFAワールドカップではグループステージ3戦全敗で敗退した。AFCアジアカップ2011でもグループステージ3戦全敗で敗退した。